# Leukosaari (ö i Södra Karelen)
Leukosaari är en ö i Finland. Den ligger i sjön Saimen och i kommunen Villmanstrand i den ekonomiska regionen  Villmanstrands ekonomiska region  och landskapet Södra Karelen, i den södra delen av landet, 200 km nordost om huvudstaden Helsingfors. Öns area är 0,5 hektar och dess största längd är 130 meter i sydöst-nordvästlig riktning.